# ويليام هنري كونلي
ويليام هنري كونلي هو شخصية أعمال وسياسي أمريكي، ولد في 11 يونيو 1840 في بيتسبرغ في الولايات المتحدة، وتوفي بنفس المكان في 25 يوليو 1897 بسبب إنفلونزا.